# Lene Gammelgaard
Lene Gammelgaard   (Copenhaguen, 18 de desembre de 1961) és una autora danesa, oradora motivacional, periodista, consellera psicològica, alpinista i líder d'expedició.
El 1998 va publicar el llibre Climbing High on relata el desastre de l'Everest de 1996, on una tempesta va matar Scott Fischer, Rob Hall, i 6 escaladors més.
Viu a Dinamarca, però ha viatjat i treballat a 15 països, seguint la seva carrera. És una oradora motivacional que treballa amb professionals d'administració i dirigents per desenvolupar el seu potencial i mobilitzar el seu lideratge i equips. Fou la 35ena dona i la primera dona escandinava en ascendir l'Everest i assolir el cim via la ruta de l'Aresta sud-est. Va acomplir aquest fet el 10 de maig de 1996 com a part de l'expedició d'Scott Fischer Sagarmatha Environmental Expedition.
Climbing High, el seu llibre més venut fins al 2018, ha estat traduït a 13 llengües. Va ser representada en la pel·lícula Everest (2015) per l'actriu Charlotte Bøving.
El 1993 va estudiar psicoteràpia, utilitzant l'American 12-step method (mètode de 12 pasos americà), un grau en psicoteràpia especialitzant en addiccions i en establir habits responsables que alterin l'estil de vida. Va co-fundar dos centres de tractament de drogues, va desenvolupar i dirigir un propgrama de teràpia per a professionals i co-dependents orientat a canviar les actituds mentals i comportaments dels individus cap a l'auto-responsabilitat en processos d'una setmana.
El 1998 com a líder d'expedició va guiar 12 danesos al Kilimanjaro. Fou aquell any que publicà el seu llibre més venut Climbing High i va dur a terme gires promocionals. Va participar en un curs d'expedició de caiac de mar marítim a Alaska i en expedicions de pesca a Groenlàndia.
Va ser líder d'expedició i organitzadora del Regne de Mustang. Va anar en un viatge de navegació al Goeteborg Skargaard i Illes Verges Britàniques. L'abril 2005 va participar en un viatge de trekking a la Serralada de l'Atles, Marroc i unexpedició a cavall a Utah i Arizona amb Equestrian Tours. Al 2006, fou la capitana del seu iot de navegació de riba Van de Stadt 34, d'Amsterdam a Copenhaguen a través del Mar del nord
Va viure per 14 mesos dins Nepal quan la seva missió per adoptar la seva filla era va ser interrompuda pel procés de pau i UNICEF. Va compartir les seves experiències sobre ser victimitzada per l'adopció internacional i el procés humanitari en el seu llibre Mitlivskamp "La lluita de la meva vida”.
El 2008 va emetre Storm over Everest (Tempesta sobre l'Everest), un documental estatunidenc de David Breashears, amb els alpinistes que van quedar atrapats a la zona de la mort a l'Everest el maig del 1996. Més tard Gammelgaard va ser guardonada amb la Mt. Everest Golden Jubilee Medal, concedida pel govern del Nepal.
Des de 1996, dirigeix el seu negoci de consultoria propi, Lene Gammelgaard Consultar, ApS. També treballa com a autora i conferenciant professional. Gammelgaard és sovint publicada en diaris i revistes danesos i alemanys. Treballa per obtenirfons pel Lapka Sherpa Educational Fund, el qual paga per l'educació de filles orfes d'alpinistes Sherpa al Nepal.